# Уеда Юдзі
Юдзі Уеда (яп. うえだ ゆうじ, кириліз.: Уеда Ю: дзі; народився 15 червня 1967 року) — відомий японський актор-сейю. В даний час працює на компанію Osawa Production. Кількість зіграних ним ролей - більше 150.

## Озвучення аніме

### 2014
- - Мушіші 2 (серіал, 2014 - ...)

### 2013
- - Убити або бути убитим (серіал, 2013 - ...)

### 2012
- - Utae Meroetta: Rinka Nomi o Sagase (відео, 2012)

### 2011
- - Бродяга Кенсін OVA-3 - Саносуке Сагара

### 2010
- - Мобільний воїн Гандам 00 - Фільм - Біллі Катагірі
- - Покемон (фільм 13) - Такесі (Брок)

### 2009
- - Battle Spirits: Shounen Gekiha Dan - Клоун
- - Покемон (фільм 12) - Такесі (Брок)
- - Сталевий алхімік [ТВ-2] - Жан Хавок
- - Райдбек - Харукі Хісіда

### 2008
- - Ящик нечисті - Поліцейський Фукумото
- - Детройт, місто металу - Йоганн Краузер II
- - Покемон (фільм 11) - Такесі (Брок)
- - Блиск скла - Акіра
- - Травень-Отоме OVA-2 - Бранкінья
- - Арія (третій сезон) - Вуді
- - Школа вбивць [ТВ-2] - Крістіано

### 2007
- - Pyuu to Fuku! Jaguar - Біллі
- - Мобільний воїн Гандам 00 (перший сезон) - Біллі Катагірі
- - Покемон (фільм 10) - Такесі (Брок)
- - Моетан - Нао Тедзука (Нао-кун)
- - Buzzer Beater (2007) - DT
- - Емма: Вікторіанська романтика (другий сезон) - Хакім Атаварі
- - Салюти Едо - Мімі (Вухо)

### 2006
- - Gekijouban Doubutsu no Mori - Сакурадзіма (Сірано)
- - Tokyo Tribe 2 - Тера
- - Роботяга - Акіхіса Кобаясі
- - Дивна історія епохи ТЕМП: Аякасіаясі - Кумосіті
- - Galaxy Angel Rune - Дениші
- - Покемон: Алмаз і Перли - Такесі (Брок)
- - Покемон (фільм 09) - Такесі (Брок)
- - Проект «Земля SOS» - Джеймс
- - Мед і конюшина (другий сезон) - Сінобу Моріта
- - Senritsu no Mirage Pokemon - Такесі (Брок)
- - The Third: Aoi Hitomi no Shoujo - Джой Тієї
- - Хост-Клуб Оранської школи - Умехіто Некодзава
- - Закохатися! Чудова книга про сейю - Юісін Кумано
- - Арія (другий сезон) - Вуді
- - Бойова Красуня Улун: Відродження - Такура Кабурагі
- - Принц тенісу OVA-1 - Акутагава Дзиро

### 2005
- - Пекельна дівчинка (перший сезон) - Хадзіме Сібата
- - Бойова Красуня Улун - Такура Кабурагі
- - Покемон (фільм 08) - Такесі (Брок)
- - Ashita Genki ni Naare!: Hanbun no Satsumaimo - Кісабуро Накане
- - Мед і конюшина (перший сезон) - Сінобу Моріта
- - Стовідсоткова клубничка [ТВ] - Хіросі Сотомура
- - Повітряні Пірати [ТВ] - Роан
- - Емма: Вікторіанська романтика (перший сезон) - Хакім Атаварі
- - Buzzer Beater - DT
- - Tennis no Ouji-sama: Atobe Kara no Okurimono - Kimi ni Sasageru Tenipri Matsuri - Акутагава Дзиро
- - Мені подобається те, що мені подобається, ось так! - Суші

### 2004
- - Генсикен [ТВ-1] - Голова Генсикен
- - Дзіпанг - Кохей Огуро
- - Бліч [ТВ] - Брат Оріхіме
- - Чарівниця-медсестра Комугі-тян Зет - Мугімару
- - Ангели Смерті [ТВ] - Кехей Татібана
- - Рагнарок - Рай
- - Мелодія забуття - Батько Бокки
- - Учительський годину - Юйті Кудо
- - Дні Мідорі - Сюити Такамідзава
- - Дзюбей-молодша [ТВ-2] - Бантаро Самбонмацу

### 2003
- - Залізний миротворець - Тацуносуке Ітімура
- - Сталевий алхімік [ТВ-1] - Золоф Кимбл
- - Сталева тривога: Фумоффу - Фува-семпай
- - Чарівниця-медсестра Комугі-тян (спешл) - Мугімару
- - Школа детективів Кью - Ітіносе Акихико
- - Манускрипт ніндзя: нова глава [ТВ] - Дзофу
- - Di Gi Charat Nyo - Директор
- - Космічна Стеллвія - П'єр Такіда
- - Piyoko ni Omakase pyo! - Абаренбо
- - Щось важливе для мага [ТВ-1] - Дзенносуке
- - Ліцензований королівством - Роу Рікенбакер

### 2002
- - Інуяся (фільм другий) - Акітокі Ходзе
- - Pocket Monsters Advanced Generation - Такесі (Брок)
- - Чарівниця-медсестра Комугі-тян OVA - Мугімару
- - Хроніки молодят OVA-1 - Макото Онода
- - Дванадцять королівств - Ікуя Асано
- - Нахабний янгол - Тасуке Ясуда
- - Чобіти - Хіроюкі Уеда
- - Знову любов і Хіна - Кейтаро Урасіма
- - Цифровий Сік - Курча
- - DiGi Charat Panyo Panyo - Дедзі-Девіл

### 2001
- - Gekijouban Di Gi Charat: Hoshi no Tabi - Абаренбо
- - Бродяга Кенсін OVA-2 - Саносуке Сагара
- - Принц тенісу [ТВ-1] - Акутагава Дзиро
- - Project Arms 2 - Такесі Томое
- - Ікс [ТВ] - Каке Кудзукі
- - Ковбой Бібоп: Достукатися до небес - Лі Самсон
- - Ікс: Знамення - Каке Кудзукі
- - Pikachu no Dokidoki Kakurenbo - Хіноарасі (Сіндаквіл)
- - Ну і ну! Суничні яйця - Акіра Фукае
- - Шаман Кінг - Хоро-Хоро
- - Ну і ну! Суничні яйця - Тофу Тофукудзі
- - Gakuen Senki Muryou - Хатіе Цуморі
- - Project Arms - Такесі Томое
- - Легенда про Нову Білосніжку Прітіар - Каору Аваюкі
- - Любов і Хіна - весняний спецвипуск - Кейтаро Урасіма
- - Hakaima Sadamitsu - Садаміцу Цубакі
- - Земна Діва Арджуна - Кріс Хокен

### 2000
- - Pocket Monsters: Mewtwo! Ware wa Koko ni Ari - Такесі (Брок)
- - Любов і Хіна - різдвяний спецвипуск - Кейтаро Урасіма
- - Di Gi Charat Christmas Special - Абаренбо
- - Karakuri Kiden Hiwou Senki - Хатиро Кіекава
- - Інуяся [ТВ-1] - Акітокі Ходзе
- - Hand Maid May - Котаро Намбара
- - Eiga Ojarumaru: Yakusoku no Natsu Ojaru to Semira - Кісуке
- - Покемон (фільм 03) - Такесі (Брок)
- - Бачення Ескафлона - Фільм - Ріден
- - Притулок ангела - Юе Като
- - Любов і Хіна [ТВ] - Кейтаро Урасіма
- - Хлопчаки є хлопчаки - Цуєси Уено
- - Rokumon Tengai Mon Colle Knight - Такенака

### 1999
- - Trouble Chocolate - Хамхам
- - Chikyuu Bouei Kigyou Dai-Guard - Мацутоя
- - Сол Бьянка: Скарби загиблих планет - Персі
- - Покемон (фільм 02) - Такесі (Брок)
- - Офісний планктон Оззі - Сато
- - Тремтячі спогади OVA-1 - Есио Саотоме
- - Дзюбей-молодша [ТВ-1] - Бантаро Самбонмацу
- - Edens Bowy - Мікаера

### 1998
- - Chousoku Spinner - Сейто Ходзеін
- - Криза щодня: Токіо 2040 - Дейлі Вонг
- - Їдець 98 - Ларрі
- - Давай Нупа-Нупнем - Такагі Фуміо
- - Ojarumaru - Кісуке / Окорімбо
- - Monkey Magic - Акакесу
- - Крейсер Надесіко - Фільм - Акіто Тенкава
- - Pikachu no Natsuyasumi - Такесі (Брок)
- - Покемон (фільм 01) - Такесі (Брок)
- - Приватний урок - Тайраку
- - Білий хрест [ТВ] - Койтіро Касе
- - Неоранга - дух південного моря - Голос за кадром
- - Чарівна сцена модниці-Лали - Есіо
- - Легенда про героїв Галактики OVA-2 - Карл фон Райфайзен
- - Секс-коммандо: Масару - це круто! - Масару Хананакадзіма

### 1997
- - Бродяга Кенсін - Фільм - Саносуке Сагара
- - Master Mosquiton 99 - Хоно
- - Hareluya II Boy - Окамото Кесіро
- - Покемон [ТВ] - Такесі (Брок)

### 1996
- - Ai Tenshi Densetsu Wedding Peach DX - Есуке Фума
- - Master Mosquiton OVA - Хоно
- - Таємнича гра OVA-1 - Амібосі / Субос / Кайку
- - Chouja Raideen - Масато Цубакі
- - Гамельнский скрипаль [ТВ] - Гамель
- - Крейсер Надесіко [ТВ] - Акіто Тенкава
- - Blue Seed 2 - Йосікі Яегасі (комп'ютерний спец)
- - Tattoon Master - Хібіо
- - Бачення Ескафлона [ТВ] - Ріден
- - Tenkousei - Сін'їті Цукуй
- - Бродяга Кенсін [ТВ] - Саносуке Сагара

### 1995
- - Rakushou! Hyper Doll - Мацусіта
- - Таємнича гра [ТВ] - Амібосі / Субос
- - Ai Tenshi Densetsu Wedding Peach - Есуке Фума
- - Kishin Douji Zenki - Курібаясі

### 1994
- - Oira Uchuu no Tankoufu - Сінкава
- - Blue Seed - Йосікі Яегасі (комп'ютерний спец)

## Озвучення ігор
- 1998 - Xenogears - Бартолемью (Барт) Фатіма
- 1998 - Star Ocean: The Second Story - Клауд Кенні

## Змішані (інші) ролі
- 2005 - Театр Косуке Масуди - вокал [Attack! Gyagu Manga Hiyori]
- 2002 - Знову любов і Хіна - вокал [Be For You, Be For Me ~ Keitarou & Naru ver. ~ (Еп. 3)]
- 2001 - Project Arms 2 - вокал [Owaranai Yume no Nakade (еп. 15-26)]
- 2001 - Hakaima Sadamitsu - вокал [Otoko no Michi wa Kenkadou (еп. 10)]
- 1998 - Ojarumaru - вокал [Acchi muite hoi de ojaru]
- 1997 - Покемон [ТВ] - вокал [Takeshi no Paradise (еп. 159-174)]